# Rosén von Rosenstein
Rosén von Rosenstein var en svensk adelsätt.
Den adliga ätten härstammar enligt Gabriel Anrep från bonden Esbjörn Eriksson i Roasjö i Älvsborgs län. Hans son kyrkoherden Erik Rosenius var gift med Anna Wekander, dotter till kyrkoherden Olof Wekander och prostdottern Sigrid Buthelia. Av deras söner adlades en under namnet Rosenblad och en sonson Eric Gabriel von Rosén adlad 1816 under namnet von Rosén.
Ytterligare en av deras söner var Uppsalaprofessorn och läkaren Nils Rosén (1706-1773), som adlades den 17 juli 1762 och antog namnet Rosén von Rosenstein. Han var gift med sin brors svägerska Anna Christina von Hermansson, dotter till professor Johan Hermansson och Margareta Steuch. Modern var dotter till ärkebiskop Mattias Steuchius och Anna Tersera som tillhörde Bureätten.
Vid tiden för Nils Rosén von Rosensteins blev även hans barnbarn adlade och adopterade på morfaderns namn och nummer, nämligen Samuel Aurivillius barn med Anna Margareta Rosén von Rosenstein. Samtliga grenar introducerades på nummer 2055. Nils Rosén von Rosensteins son Nils von Rosenstein var ogift och slöt själv sin gren.
Till Aurivilliusgrenen hörde ärkebiskop Carl von Rosenstein som själv slöt sin gren av ätten på svärdssidan, liksom bröderna, bland dem Magnus och Pehr Herman, slöt sina. De två systrarna gifte sig båda (efter varandra) med ryttmästare Herman Adolf Tersmeden på Hässle i nuvarande Enköpings kommun.

## Vapensköld
Vapenbeskrivningen innehåller en tidig förekomst av termen mantelsnitt men den är använd på ett sätt som inte motsvarar den nuvarande innebörden. Skölden är kluven i rött och blått, skölden anges vara igenomskuren med ett högt gyllene mantelsnitt som drar sig från bägge nedre hörnen och sluter sin spets något över mitten av skölden. Mellan det röda och blåa fältet syns en gyllene krona och i respektive fält en fembladig ros som inuit fröhuset har motsatt fälts färg. Mantelsnittet är belagt med en röd sten som pryds av skrift i guld. Stenen har sitt utseende efter det monument vid Loka hälsobrunn som är en påminnelse med följa beskrivning "Av Hans kongl: Majts därstädes återvundne dyra hälsa Hennes Kongl. Majt Drottningen förordnat att där upsättjas och hvarvid med en bynnerlig Konlig Nåd och utmärkt heder blifvit nämd" Mellan två strutsfjädrar på hjälmen, blå respektive röd står en trädgren omtvinnad av rosor av guld. Hjälmkransen ska vara av guld och blå färg och vapenmanteln till den yttre sidan röd och till den inre av guld.